# 伊莉娜·費蒂索娃
伊莉娜·費蒂索娃（英語：Irina Fetisova，1994年9月7日—），俄羅斯女子排球運動員，場上司職副攻，俄羅斯國家女子排球隊成員。

## 運動生涯
費蒂索娃在2014年起正式於俄羅斯國家隊效力，並參加了2014年瑞士女排精英賽及世界女排大獎賽（2014 年、2015 年、2016 年），2015年歐洲女排錦標賽，2014年及2018年世界女子排球錦標賽 ，2015年及2019年女子排球世界盃，2016年里約奧運會及2020年東京奧運會等。
在俱樂部層面，曾效力於列寧格勒卡和扎雷奇·奧金佐沃，於2015年起轉會至莫斯科迪納摩。